# Hypochaeris pilosa
Hypochaeris pilosa là một loài thực vật có hoa trong họ Cúc. Loài này được Reiche mô tả khoa học đầu tiên năm 1905.